# Sieńków
Sieńków (ukr. Синьків) – wieś w rejonie radziechowskim obwodu lwowskiego, założona w 1499 r. W II Rzeczypospolitej miejscowość była siedzibą gminy wiejskiej Sieńków w powiecie radziechowskim województwa tarnopolskiego. Wieś liczy 583 mieszkańców.